# Elizabeth McGovern
Pour les articles homonymes, voir McGovern.
Elizabeth McGovern [əˈlɪzəbəθ məˈɡʌvɚn], née le 18 juillet 1961 à Evanston, dans l'Illinois (États-Unis), est une actrice américaine. 
Après avoir assisté aux cours de l'American Conservatory Theater et ceux de la Juilliard School, elle commence sa carrière de manière fulgurante avec des rôles dans Des gens comme les autres, de Robert Redford, et dans Il était une fois en Amérique, de Sergio Leone, et en décrochant une nomination à l'Oscar de la meilleure actrice dans un second rôle à seulement 20 ans pour son interprétation d'Evelyn Nesbit dans Ragtime.
En 2007, après avoir étudié pendant des années la guitare, elle forme son groupe  Sadie and the Hotheads, avec qui elle a produit cinq albums depuis 2016.
À partir des années 2010, elle est notamment connue pour son rôle de Cora, Comtesse de Grantham, dans la série télévisée historique Downton Abbey.

## Biographie

### Enfance
Elizabeth Lee McGovern est née le 18 juillet 1961 à Evanston, en Illinois, (États-Unis).

### Famille
Elle est la fille d'une professeure de lycée,  Katharine Wolcott (née Watts), et d'un professeur de droit à Northwestern, ainsi que la petite-fille de William Montgomery McGovern, qui est l'une des inspirations possibles pour la création du personnage d'Indiana Jones puisqu'il a été le premier homme blanc à s'aventurer au Tibet, entre autres choses.
Elizabeth McGovern déménage avec sa famille à Los Angeles quand son père est transféré à l'UCLA. Elle commence à jouer dans les pièces de son école de North Hollywood High. Elle sort diplômée de l'Oakwood School puis suit les cours de l'American Conservatory Theatre, à San Francisco, et enfin de la prestigieuse Juilliard School, à New York.

### Carrière
C'est pendant ses années de formation à Juilliard qu'elle obtient son premier rôle au cinéma, dans le film de Robert Redford Des gens comme les autres (Oscar du meilleur film en 1980), qui la révèle au public. Robert Redford réorganise même son plan de travail pour ne la faire tourner que le week-end et faciliter sa scolarité à Juilliard. McGovern ne conserve pas un souvenir heureux de son temps dans ce conservatoire : « J’ai acquis des outils précieux, mais le mode opératoire était de nous réduire en lambeaux avant de nous reconstruire. Toutefois, je suis partie avant cette étape ». C'est cependant son interprétation d'Evelyn Nesbit dans le film Ragtime de Miloš Forman, qui lui vaut une nomination pour l'Oscar de la meilleure actrice dans un second rôle.
Elle a collaboré à trois reprises avec le scénariste et réalisateur britannique : Julian Fellowes. Tout d'abord sur la série à succès : Downton Abbey (2010-2015), le film tiré de la série du même nom où elle reprend son rôle de Cora Crawley et le film : The Cheaperone à nouveau réalisé par  Michael Engler .

### Vie privée
Elle est l'épouse depuis 1992 du producteur et réalisateur anglais Simon Curtis, avec lequel elle a eu deux filles, et vit depuis lors au Royaume-Uni.

## Filmographie

### Cinéma
- 1980 : Des gens comme les autres de Robert Redford : Jeannine Pratt
- 1981 : Ragtime de Miloš Forman : Evelyn Nesbit
- 1983 : Lovesick de Marshall Brickman : Chloe Allen
- 1984 : Il était une fois en Amérique de Sergio Leone : Deborah Gelly
- 1984 : Les Moissons du printemps de Richard Benjamin : Caddie Winger
- 1984 : Blanche-Neige et les sept nains de Peter Medak : Blanche-Neige
- 1986 : Native Son : Un enfant du pays (Native Son) de Jerrold Freeman : Mary Dalton
- 1987 : Faux témoin de Curtis Hanson : Denise
- 1988 : La Vie en plus de John Hughes : Kristen « Kristy » Briggs
- 1989 : Johnny Belle Gueule de Walter Hill : Donna McCarty
- 1990 : La Servante écarlate de Volker Schlöndorff : Moira
- 1990 : Business oblige de Jan Egleson : Stella Anderson
- 1990 : Tante Julia et le scribouillard (Tune in Tomorrow...) de Jon Amiel : Elena Quince
- 1993 : Me and Veronica de Don Scardino : Fanny
- 1993 : King of the Hill de Steven Soderbergh : Lydia, la prostituée
- 1994 : The Favor de Donald Petrie : Emily
- 1995 : Guillaumet, les ailes du courage de Jean-Jacques Annaud : Noelle Guillaumet
- 1997 : Les Ailes de la colombe de Iain Softley : Susan « Susie » Stringham
- 1998 : If Only... de Maria Ripoll : Diane
- 1998 : Les Folies de Margaret de Brian Skeet : Till Turner
- 2000 : Manila de Romuald Karmakar : Elizabeth
- 2000 : Chez les heureux du monde de Terence Davies : Mme Carry Fisher
- 2001 : Buffalo Soldiers de Gregor Jordan : Mme Berman
- 2006 : The Truth de George Milton : Donna
- 2008 : Inconceivable de Mary McGuckian : Tallulah « Tutu » Williams
- 2010 : Le Choc des Titans de Louis Leterrier : Marmara
- 2010 : Kick-Ass de Matthew Vaughn : Mme Lizewski
- 2011 : Angels Crest de Gaby Dellal : Jane
- 2012 : Cheerful Weather for the Wedding de Donald Rice : Mrs. Thatcham
- 2015 : La Femme au tableau (The Woman in Gold) de Simon Curtis : le juge Florence-Marie Cooper
- 2017 : The Passenger (The Commuter) de Jaume Collet-Serra : Karen McCauley
- 2017 : The Wife de Björn Runge
- 2019 : The Chaperone de Michael Engler : Norma
- 2019 : Downton Abbey de Michael Engler : Cora Crawley, Comtesse de Grantham
- 2022 : Downton Abbey 2 : Une Nouvelle Ère de Simon Curtis : Cora Crawley, Comtesse de Grantham
- 2025 : Downton Abbey 3 de Simon Curtis : Cora Crawley

### Télévision
- 1990 : Women and Men: Stories of Seduction : Vicki
- 1991 : Ashenden : Aileen Somerville
- 1992 : Tales from Hollywood : Helen Schwartz
- 1994 : The Changeling : Beatrice-Joanna
- 1995 : Justice vénale : Janice Dillon
- 1995 : If Not for You : Jessie Kent
- 1996 : Broken Glass : Margaret Hyman
- 1996 : The Summer of Ben Tyler : Celia Rayburn
- 1997 : Clover : Sara Kate
- 1999 : The Scarlet Pimpernel : Lady Marguerite Blakeney (3 épisodes)
- 2000 : Thursday the 12th : Candice Hopper
- 2001 : The Flamingo Rising : Edna Lee
- 2001 : Hawk : Susie Hawkins
- 2001 : Table 12 : Mel (1 épisode)
- 2003 : The Brotherhood of Poland, New Hampshire : Helen Shaw (7 épisodes)
- 2006 : Three Moons over Milford : Laura Davis (8 épisodes)
- 2007 : Freezing : Elisabeth (3 épisodes)
- 2007 : Daphne : Ellen Doubleday (téléfilm)
- 2007 : New York, unité spéciale : Dr Faith Sutton (saison 9, épisode 5)
- 2007 : A Room with a View (en) (téléfilm) : Mme Honeychurch
- 2009 : Hercule Poirot (série TV, épisode Rendez-vous avec la mort) : Dame Celia Westholme
- 2010 - 2015 : Downton Abbey : Cora Crawley, Comtesse de Grantham
- 2016 : Une amitié contre les préjugés : Shirley (téléfilm)
- 2019 : The War of the Worlds (série télévisée) : Helen Brown

## Distinctions

### Nominations
- 1982 : Oscar de la meilleure actrice dans un second rôle pour Ragtime
- 2011 : Primetime Emmy Award de la meilleure actrice dans une mini-série ou un téléfilm pour Downton Abbey
- 2012 : Golden Globe de la meilleure actrice dans une mini-série ou un téléfilm pour Downton Abbey